# Pomnik księdza Ignacego Skorupki w Ossowie
Pomnik księdza Ignacego Skorupki w Ossowie – pomnik upamiętniający postać księdza Ignacego Skorupki zlokalizowany w Ossowie, na terenie dawnych działań Bitwy Warszawskiej z 1920.
Pięciometrowy monument w formie grupy figuralnej z brązu na wysokim cokole, stojący przy ossowskiej szkole, odsłonięto 15 sierpnia 2000, w osiemdziesiątą rocznicę Bitwy Warszawskiej. Centralną postacią grupy jest ksiądz Skorupka w sutannie, ze stułą na piersiach, z uniesioną ręką, błogosławiący polskich żołnierzy Legii Akademickiej idących do boju. Żołnierze ci zostali ukazani na tle skrzydeł orła zrywającego się do lotu. Na cokole umieszczony jest napis: Ks. kapelan Ignacy Skorupka 1893-1920. Ossów 1920. Projektantem pomnika był prof. Czesław Dźwigaj. W uroczystościach odsłonięcia udział wzięli premier Jerzy Buzek, prezydent Ryszard Kaczorowski i wiceminister obrony narodowej Romuald Szeremietiew. Monument poświęcił biskup Kazimierz Romaniuk.
Pomnik jest jednym z najważniejszych punktów, przy którym odbywają się uroczystości upamiętniające Bitwę Warszawską.